# Loepa miranda
Loepa miranda är en fjärilsart som beskrevs av Moore 1865. Loepa miranda ingår i släktet Loepa och familjen påfågelsspinnare. Inga underarter finns listade i Catalogue of Life.